# Ildfaste materialer
 Der er for få eller ingen kildehenvisninger i denne artikel, hvilket er et problem. Du kan hjælpe ved at angive troværdige kilder til de påstande, som fremføres i artiklen.

Ildfaste materialer er en fællesbetegnelse for ikke-metalliske materialer, der har en smeltepunktstemperatur over 1500 °C.
I praksis benyttes betegnelsen dog for stort set alle foringsmaterialer til ovne og anlæg med drifttemperaturer over 800-1000 °C. De ildfaste materialers funktion er dels at beskytte stålkonstruktionen mod varme og kemiske angreb, dels at lede varmen gennem foringen i højere eller mindre grad. Er der kedel bag foringen ønskes gerne en god og hurtig varmeledning, hvorimod der i anlæg uden kedel gerne ønskes en så lille varmeledning som mulig. Den altovervejende del af ildfaste materialer fremstilles af oxider efter traditionel keramisk teknologi.

## Materialer
De vigtigste oxider til ildfaste materialer er Al2O3, SiO2, MgO, CaO og Cr2O3 og ZrO2.
Mineralerne asbest og fedtsten har begge en vis ildfasthed, men til ovne bruges overvejende chamottesten, lavet af ildfast ler. Desuden har man brugt sten af den kvartsrige dinas. Til jernhøjovne er brugt kokssten af malet koks og tjære, mens dolomitsten bruges til basiske stålovne. Mere specielle varianter af ildfaste sten er alundum-, magnesit-, karborundum- og kiselkarbidsten.
I Danmark har man ved Bagå på Bornholm indvundet ildfast ler og heraf fremstillet klinker og chamottesten. Klinker er meget slidstærke og anvendes til udendørs fortove og trapper, samt til vægge og gulve i fødevareindustrien. Chamottesten anvendes bl.a. til foring af ovne. På Mors og Fur er der indvundet moler, som er brugt til fremstilling af ildfaste sten til foring af ovne, samt som absorberende granulat, bl.a. kattegrus.

## Varmeudvidelse
Da både murværk, beton og især stål udvider sig, når det bliver varmt, er der gerne en udfordring mht. ekspansionsmuligheder i den ildfaste konstruktion. Dette løses gerne ved at indlægge ekspansionsfuger i konstruktionen, der består af fleksibelt keramisk fibermateriale.
Keramiske fibermaterialer kan sammenlignes med traditionel glasuld og stenuld, hvor fibrene, i stedet for glas og sten, er fremstillet af meget rene Al2O3 og SiO2 forbindelser.

## Anvendelse
I Danmark anvendes ildfaste materialer typisk i kraftværkskedler, affaldsforbrændingsovne, cementanlæg, glasovne, støberier og en række industrianlæg, der arbejder med høje temperaturer.
Det ildfaste marked er dog relativt begrænset, da vi ikke har råstoffer i jorden og dermed ikke har de store jern-, stål- og aluminiumindustrier mv., som er storforbrugere af ildfaste materialer. Cementindustrien bruger også store mængder ildfaste materialer, men i Danmark findes kun Aalborg Portland.

## Historie
Ildfaste konstruktioner og foringer i ovne var før i tiden især opbygget som traditionelt murværk af sten med tynde mørtelfuger. Vægkonstruktioner blev muret i forbandt med isolerende sten bagved og lofter blev muret som buer med vederlag i væggene. Ældre forbrændingsovne fremstod som meget flotte, murede konstruktioner med hvælvede lofter, der normalt kun ses i kirker og lignende bygninger.
I dag benyttes især monolitiske materialer, hvilket betyder at man støber materialet i en forskalling, sprøjter eller stamper det og derved har frie muligheder for former og tykkelser. Betonen fastholdes af murværksankre i varmebestandigt stål, svejset til ovnens konstruktionsstål eller kedelrør.
Denne udvikling skyldes især, at kraftværks- og forbrændingsovne er blevet optimeret mht. til energiudnyttelsen, således at det meste af ovnen er bygget op af kedelrør.